# Blodbin
Blodbin (Sphecodes) är ett släkte bin som lever som boparasiter i andra bins bon.

## Beskrivning
Blodbin har en längd på mellan 4 och 14 millimeter. Bakkroppen är oftast röd vilket gett släktet dess svenska namn. Kroppen i övrigt  är för det mesta svart och saknar längre behåring.

## Utbredning
Totalt finns det över 370 arter, som förekommer i alla världsdelar utom Antarktis.

## Ekologi
Blodbin är boparasiter på andra bin som smalbin, bandbin, sandbin eller sidenbin. Man kan se honorna sökande efter värdbinas bon i sandiga marker för att lägga sina ägg. I samband med äggläggningen dödar hon värdägget eller -larven. Hennes egen larv lever sedan av den insamlade näringen.
Arterna kan också ses nektarsökande på blommor. De parar sig på sensommaren eller hösten (med undantag för den enda arten taggblodbi, som parar sig först på våren). I kyligare delar av utbreningsområdet övervintrar endast honorna (hos taggblodbin båda könen) genom att gräva sig ner i marken.

## Arter i Sverige och Finland
I Sverige finns 15 arter, alla nedanstående utom kölblodbi (som funnits i landet men blev förklarat nationellt utdött 2020). I Finland finns 12 arter, alla utom kölblodbi, pannblodbi (som funnits i landet men blev förklarad nationellt utdött 2019), dvärgblodbi, svartblodbi och taggblodbi..
- storblodbi	(S. albilabris)
- släntblodbi	(S. crassus)
- kölblodbi	(S. cristatus) utdött i Sverige, saknas i Finland
- mellanblodbi	(S. ephippius) Nära hotad i Finland
- rostblodbi	(S. ferruginatus)
- småblodbi	(S. geoffrellus)
- skogsblodbi	(S. gibbus)
- glasblodbi	(S. hyalinatus)
- dvärgblodbi	(S. longulus) Nära hotat i Sverige, saknas i Finland
- pannblodbi	(S. miniatus) Utdött i Finland
- ängsblodbi	(S. monilicornis)
- svartblodbi	(S. niger) Sårbart i Sverige, saknas i Finland
- sandblodbi	(S. pellucidus)
- punktblodbi	(S. puncticeps) Sårbart i Finland
- nätblodbi	(S. reticulatus) Starkt hotat i Finland
- taggblodbi	(S. spinulosus) Akut hotad i Sverige, saknas i Finland